# Махаматдинов, Дин Каримович
Дин Каримович Махаматдинов (род. 11 июня 1961, Ташкент) — советский и российский актёр театра и кино, режиссёр театра, кино и телевидения, сценарист, креативный продюсер, художник, клипмейкер и музыкант.

## Биография
Дин Махаматдинов родился в Ташкенте в семье матери-дирижёра и отца-композитора. Окончил музыкальную школу имени Глиэра по классу фортепиано, среднюю школу имени В. Маяковского, после окончания которой в 1976 году был зачислен в художественное училище на факультет графики».
После службы в армии работал музыкантом в филармонии, гастролировал с музыкальными коллективами, служил актёром в Русском республиканском ТЮЗе. В 1985 году поступил в ТГТХИ имени А. Островского (ныне Академия искусств Узбекистана) на факультет режиссуры театра и кино (мастерская кинорежиссёра, народного артиста СССР Шухрата Аббасова).
В 1989—1991 годах в качестве режиссёра-постановщика поставил несколько спектаклей в Академическом Русском театре драмы имени М. Горького и других театрах бывшего Союза. В 1991 году переехал в Москву, получив российское гражданство. Закончил Высшие курсы при ВГИКе. В Москве работал на российском телевидении с 1992 года по 1999 год в таких телекомпаниях, как «ОРТ» (Общественное Российское Телевидение), «АТВ» (Авторское Телевидение), «РТР» (Российское теле- и радиовещание), ТК Новая студия, к/к Видео-Арт, «ТНТ», «Рен ТВ» и т. д. Снимал коммерческую рекламу, множество музыкальных клипов, сотрудничал с большим числом «звёзд» российской и зарубежной музыки.

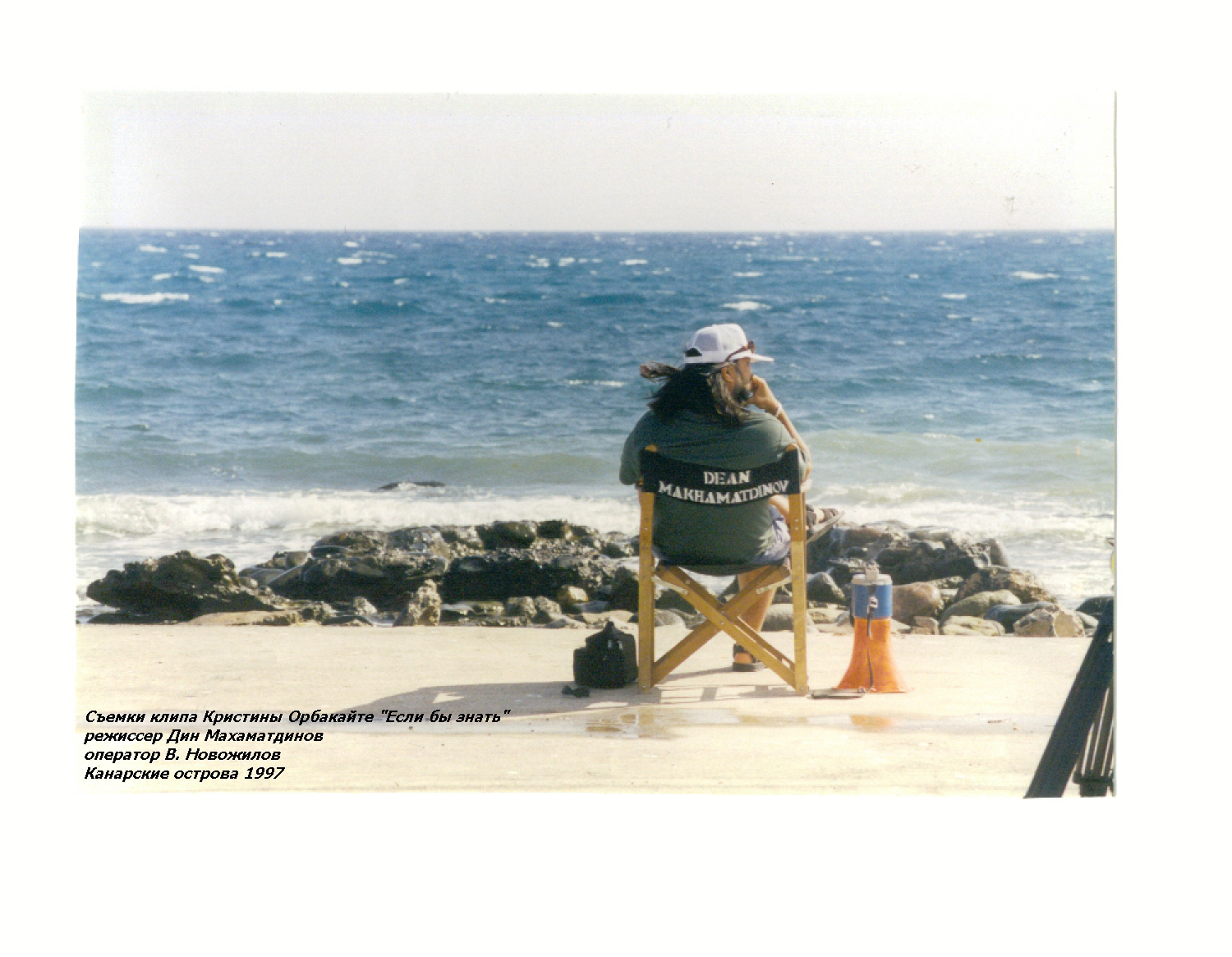

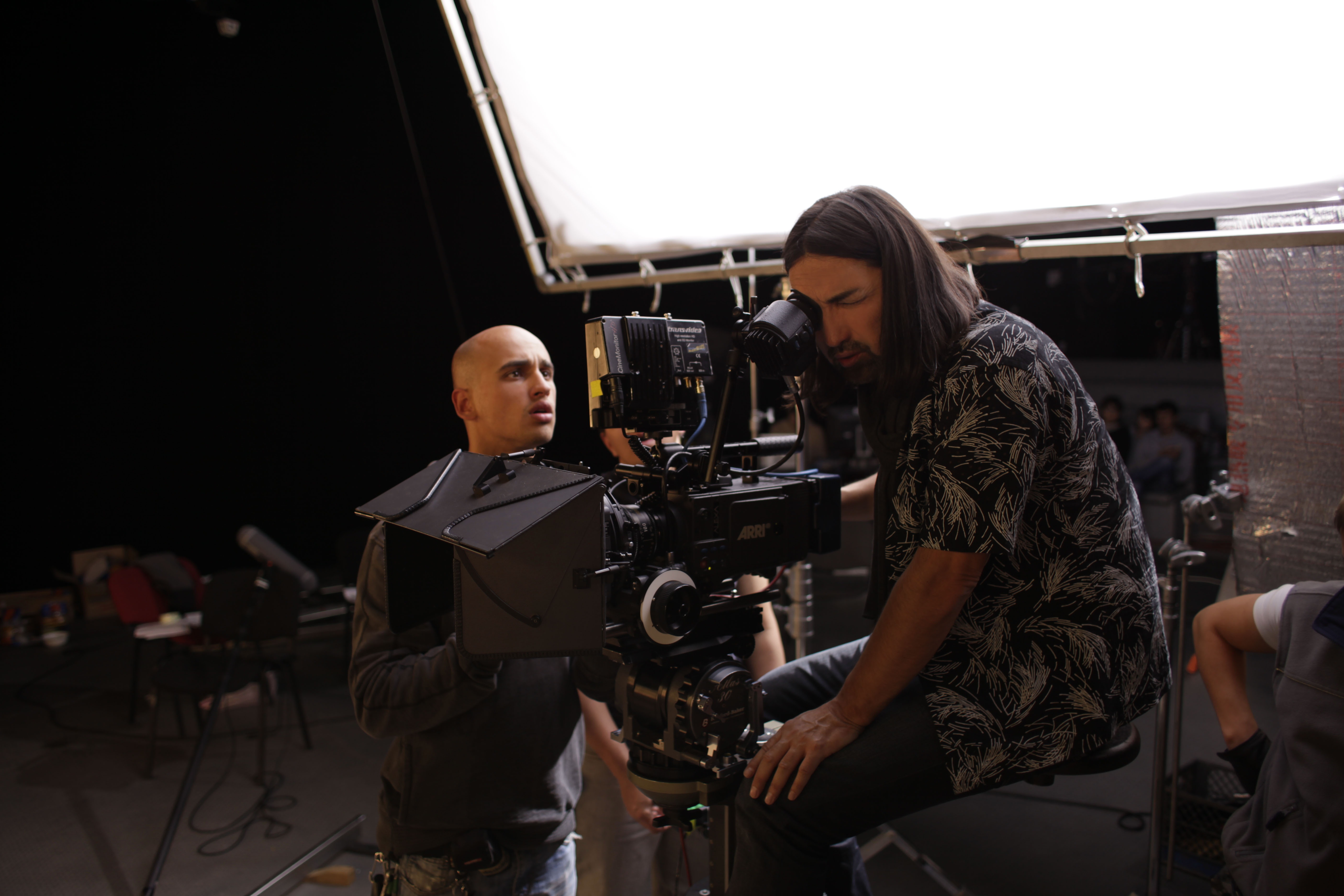

С 1997 года работает в кинематографе со множеством киностудий и кинокомпаний. Снимал фильмы как в РФ, так и за границей. В 2011 году создал и руководит кинокомпанией DKM Film Team. Помимо всего, занимается графикой и живописью, цифровым видеодизайном и видеомонтажом, преподаёт студентам, пишет киносценарии, пьесы, рассказы и повести. С 1992 года постоянно живёт и работает в Москве.

## Личная жизнь
Женат, имеет троих детей.

## Театр

### Режиссёрские работы в театре
- «Убьём мужчину?» — трагикомедия по одноимённой пьесе Эдварда Радзинского.
- «Времена года» — драма по пьесе А. Уэскера.
- «Играем в Фигаро» — музыкальная комедия по мотивам комедии Пьера Бомарше.
- «Новые приключения Синдбада» — музыкальная комедия, мюзикл по мотивам восточных сказок.
- «Убей меня, голубчик» — трагикомедия по пьесе А. Несина.
- «Две стрелы», «Ящерица» — мюзикл, дилогия по пьесам Александра Володина.

## Фильмография

### Актёрские работы в кино
- 1986 — «Миражи любви» (СССР, Сирия) — Мани-юноша
- 2001 — «Сердце медведицы» (Эстония, Россия, Чехия, Германия) — Гаук
- 2002 — «Next 2» (телесериал) — водитель Женя
- 2003 — «С ног на голову» (реж. Г. Э. Юнгвальд-Хилькевич) — музыкант
- 2005 — «Плесень» (фильм 1-го канала) — султан Саладин
- 2009 — «Красный лёд. Сага о хантах» — шаман
- 2010 — «Москва, я люблю тебя!» (новелла «Таксист») — хозяин гаража
- 2011 — «Охота на принцессу» (реж. С. Дружинина) — Бек, правая рука Бирона
- 2017 — «Рюрикович»  — Батый
- 2020 — «Гардемарины 1787. Мир» (реж С. С. Дружинина)— Ли, подручный де Брильи
- 2021 — «Золото» — Тамерлан

### Режиссёрские работы в кино

- 1997 — Новейшие приключения Буратино
- 2003 — Криминальное танго
- 2005 — Двое у ёлки, не считая собаки
- 2007 — Несколько простых желаний
- 2008 — Белая медведица
- 2008 — Бумеранг
- 2011 — Алдар Косе / Aldar Kose
- 2013 — «Подарок» DKM Film-Team

### Сценарные работы в кино
- 2003 — Криминальное танго (эксцентричная комедия)
- 2008 — Белая медведица (драма, спортивные приключения)
- 2008 — Бумеранг (детективный боевик, экшн)
- 2011 — Алдар Косе / Aldar Kose (исторические хроники, притча, телесериал)
- 2013 — «Nomen Est Omen» — (исторический боевик)
- 2024 — Мирный атом» (детективный и шпионский экшн, телесериал)
- 2025 — "Алдар. Легенда о любви» (трагикомедия)

### Прочие работы
- 1994 — «Семь смертей» — исторический боевик, драма
- 1995 — «Трижды» — притча, мистика
- 2000 — «Шестнадцатый отдел» — детективный триллер, драматический сериал
- 2000 — «Связка» — военная драма
- 2001 — «Мужской сезон» — приключенческий боевик
- 2001 — «Сибирская легенда» — мистический триллер, драма
- 2002 — «Ангелы на острие иглы» — мелодрама, городские хроники
- 2003 — «Ласковые путы» — историческая мелодрама, мистика
- 2003 — «Шторм» — военная драма, боевик
- 2004 — «Скважина» — комедия
- 2004 — «Под прицелом небес» — трагедия, триллер
- 2004 — «Породнённые огнём» — боевик
- 2005 — «Отчаянные забавы» — приключенческая комедия
- 2005 — «Справка» — современная сказка, парафраз по мотивам русских сказок
- 2006 — «Аве Ева» — мистический хоррор
- 2006 — «Медея!» — детектив, триллер
- 2008 — «Версия Анны» — детектив, боевик
- 2008 — «Август» — боевик, драма, военный триллер
- 2011 — «Легенда о Тимуре» — мистический триллер, исторические хроники
- 2014 — «Икона» — историческая драма
- 2019 — «Большое звёздное путешествие» — фантастика, приключения
- 2020 — «Клад» — грустная комедия, мистика
- 2023 — «Наследство» — комедия

## Музыкальные клипы
- Ю. Панова — «Кто ты?», оператор Максим Осадчий
- Ю. Панова — «Перелётные птицы», оператор Максим Осадчий
- Александр Иванов и «Рондо» — «Она флиртует», оператор Максим Осадчий
- Батыр Шукенов — «Отан ана», оперпост В. Новожилов
- Александр Маршал — «Мужской сезон», оперпост Сергей Мачильский
- Алексей Глызин — «Лето», оперпост Дин Махаматдинов
- Варвара — «Бабочка», оператор В. Новожилов
- Лана — «Колыбельная ангелов», оператор Дин Махаматдинов
- Игорь Бутман и Юрий Башмет — «Вокализ», оператор Максим Осадчий
- Владимир Пресняков — «Любовь на видео», оператор В. Новожилов
- Владимир Пресняков — «Серебряная река», оператор В. Новожилов
- Владимир Пресняков «Дуська», оператор В. Новожилов
- Игорь Бутман — «Ностальгия», оператор Ю. Шайгарданов
- Наталья Ветлицкая — «Рэй-рэй», оператор Михаил Мукасей
- А. Беспаленко — «Когда закончится любовь», оператор Дин Махаматдинов
- Сосо Павлиашвили — «Ты и я», оператор В. Новожилов
- Сосо Павлиашвили — «Москва», оперпост В. Новожилов
- Лариса Долина — «Танго», оператор Дин Махаматдинов
- Кристина Орбакайте — «Если бы знать», оператор В. Новожилов
- Кристина Орбакайте — «Играй рояль», оперпост Дин Махаматдинов
- Кристина Орбакайте — «Любовь уходит по-английски», оператор Дин Махаматдинов
- Анита Цой — «Далеко», оператор В. Новожилов
- Богдан Титомир — «Хиты Манхеттена», оператор В. Новожилов
- Александр Кальянов — «Музей любви», оператор В. Новожилов
- Наташа Королёва — «Мальвина», оператор В. Новожилов
- Илона Броневицкая — «Колыбельная», оператор А. Лукашевич
- Е. Соболевская — «Ты моя зима», оператор В. Новожилов
- Игорь Саруханов — «Пьеро», оператор В. Новожилов
- «Мегаполис» — «Рождественский романс», оператор А. Шило
- Трио «Гранд», оператор Дин Махаматдинов
- Лана — «Колыбельная», оператор Дин Махаматдинов
- Сергей Мазаев — саундтрек к мюзиклу, оператор Дин Махаматдинов
- «Капучино» — «Мальчик мой», оператор В. Новожилов
- Анара — «100 минут», оператор Максим Осадчий
- Батыр Шукенов — «Сагым дуние», оператор Андрей Жегалов
- Ираклий Пирцхалава — «Сакартвело», оператор А. Гуркин
- Группа «Ночные снайперы» — «Армия», оперпост Дин Махаматдинов
- DJ Opaleff — «Измена», оператор Дин Махаматдинов
- Владимир Пресняков — «Я в облака», оператор Дин Махаматдинов
- Батыр Шукенов и Хмыzz — «Begin from scratch», оператор Дин Махаматдинов
- Батыр Шукенов и Хмыzz — «Desolate», оператор Дин Махаматдинов
- Димаш Кудайберген — «Salamsu», оператор Н. Кириллин
- М. Шахназаров — «Салака с пивом», оператор Н. Кириллин
- Батыр Шукенов — «Отпусти», оператор Дин Махаматдинов
- Батыр Шукенов — «Аялаган арманай», креатив и камера — Дин Махаматдинов
- Виктория — «Чеширский кот» В. П. Преснякова, оператор Н. Кириллин
- Виктория — «Две феи» В. П. Преснякова, оператор Дин Махаматдинов
- Виктория — «Imagine», кавер-версия, оператор Дин Махаматдинов
- Группа «Вельвет» — «Птицы-канарейки», оператор Дин Махаматдинов
- Д. Мусабеков и Батыр Шукенов — «Я знаю», креатор, режиссёр, монтажёр, видеодизайнер Дин Махаматдинов
- В. Кись — «Старушки в снегах», видео на музыку В. Давыденко, оператор Дин Махаматдинов

## Телевидение

### Телепрограммы
- «Большое путешествие в Голливуд», шестисерийный фильм-обозрение о кинематографе США по заказу (режиссура), 1995-96 гг.
- «Пресс-клуб», несколько документальных фильмов в период с 1992 года по 1994 год.
- «Станция — М», музыкально-развлекательное шоу по заказу телеканала ОРТ (сценарий, режиссура и постановка), 1995 год.
- Креатив кинопрограммы «Фабрика грёз» по заказу телеканала ОРТ (режиссёр-постановщик), 1994 год.
- Музыкальная программа Кабаре «Все — звёзды», 24 выпуска по заказу телеканала ОРТ (автор и режиссёр программы), 1994—1996 гг.
- Имиджевые ролики Первого канала, 1992—1996 гг.
- Оформление программ и заставок для телекомпании АТВ, телеканалов «НТВ», «Рен ТВ», «Муз-ТВ» и «MTV» (режиссура и постановка), 1993—1996 гг.
- Документальные фильмы «Жертва», «Старик и море», «Русская модель» по заказу Первого канала (режиссура), 1993-98 гг.
- Художественно-публицистический сериал «Хит ХХ-го века» по заказу телеканала «НТВ» (автор и режиссёр), 1997 год.
- Реклама и музыка на различных телеканалах.

## Награды
- Заслуженный деятель искусств Узбекистана (2001).
- Гран-при Международного фестиваля спортивного кино «Атлант» в Липецке за фильм «Белая медведица» (2008).
- Гран-при Международного кинофорума «Вместе» в Ялте за фильм «Бумеранг» (2008).
- Приз за лучший монтаж кинофильма «Бумеранг» (2008).
- Специальный приз международного кинофестиваля в Пекине (КНР) за короткометражный фильм «Конец железного хромца».